# 필리핀 여자 배구 국가대표팀
필리핀 여자 배구 국가대표팀은 필리핀을 대표하여 국가대항전에 참가하는 여자 배구 국가대표팀으로 필리핀 배구 협회에 의해 운영된다.

## 역대 성적

### 아시안 게임
- 1962년 4위
- 1966년 4위
- 1970년 6위
- 1974년 ~  1978년 불참
- 1982년 5위
- 1982년 ~  2014년 불참
- 2018년 8위
- 2022년 불참

### 동남아시아 경기 대회
- 1977년 금메달
- 1979년 금메달
- 1981년 금메달
- 1983년 은메달